# Hüttenberg Land
Hüttenberg Land je naselje v Občini Hüttenberg v Okraju Šentvid ob Glini na Koroškem v Avstriji.